# Parque Oeste (stanice metra v Madridu)
Parque Oeste (plným názvem španělsky Estación de Parque Oeste; doslovně přeloženo „Západní park“) je stanice metra v Madridu, která se nachází v jižní aglomeraci města. Stanice má výstup do ulic Estambul a Luxemburgo ve městě Alcorcón.
Jedná se o stanici linky metra 12. Stanice obsluhuje kampus univerzity Universidad Rey Juan Carlos.
Stanice vznikla v rámci výstavby linky 12 a byla otevřena 11. dubna 2003 zároveň s celou linkou. Stanice se nachází v tarifní zóně B1.

## Fotogalerie

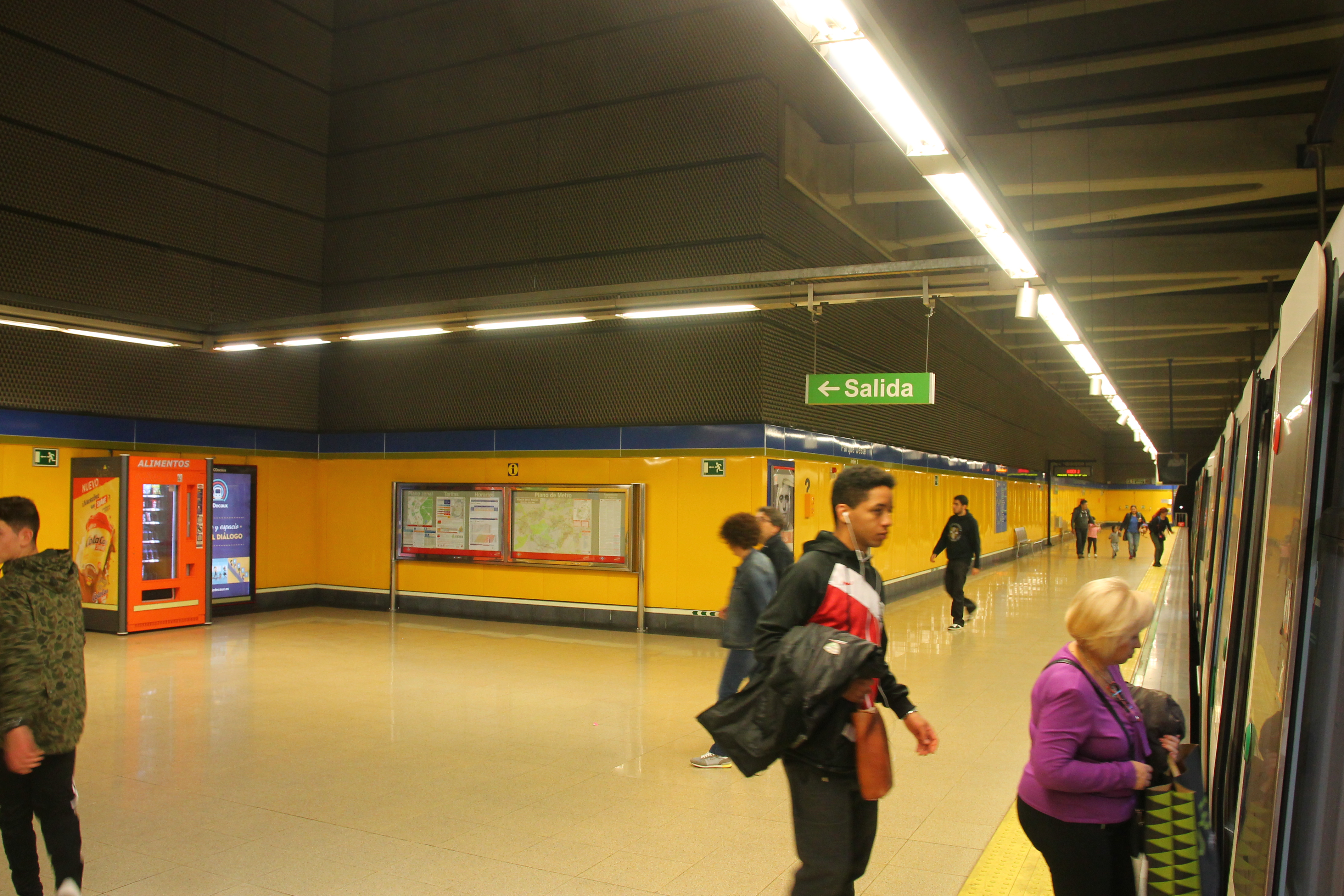
Nástupiště stanice
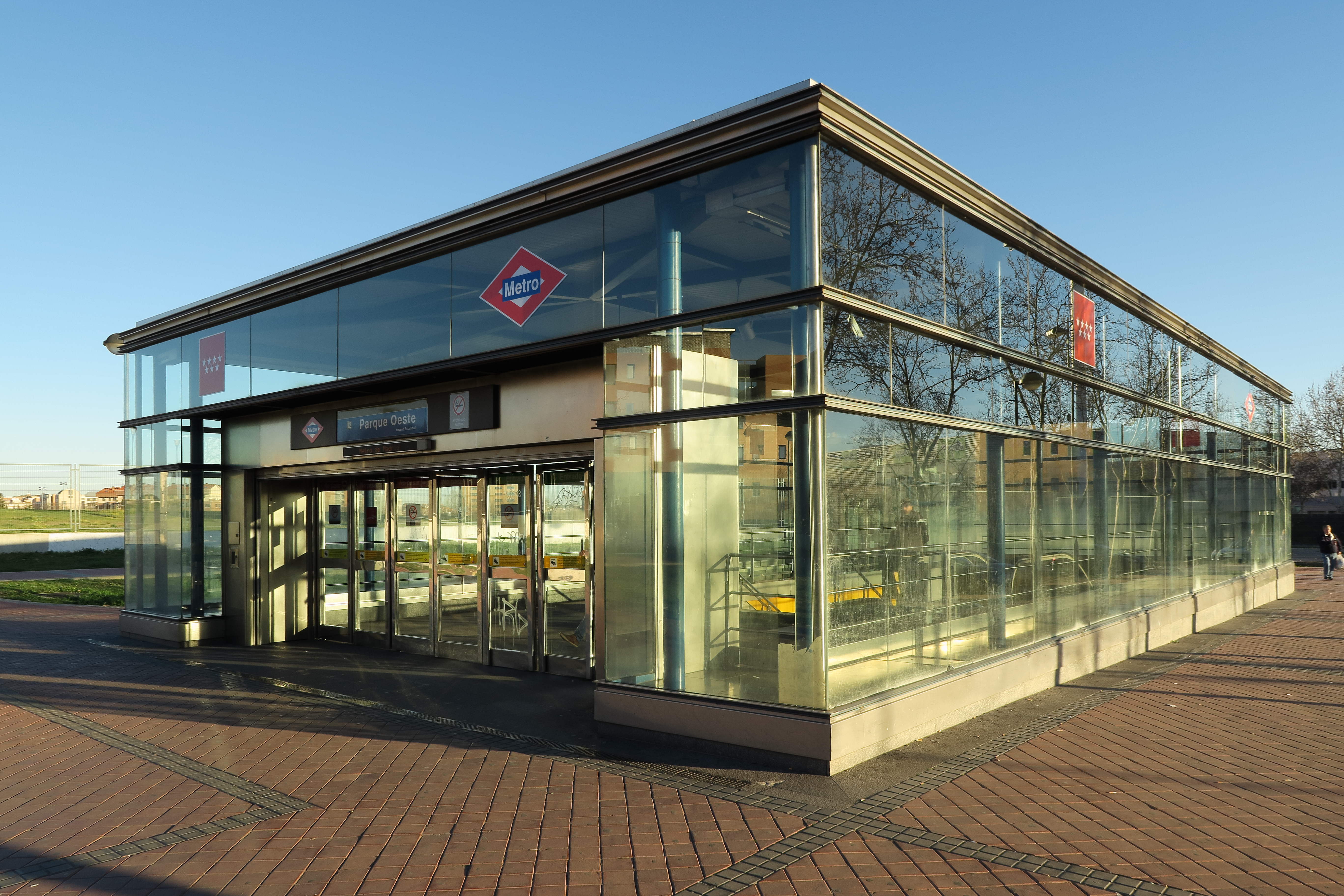
Vstup do stanice